# Volkswagen Microbus Concept
Volkswagen Microbus Concept Car (Volkswagen New Microbus, Volkswagen Microbus Concept) - концепт-кар, реинкарнация оригинального Volkswagen Microbus, впервые показан на Североамериканском международном автосалоне в Детройте в 2001 году.
Новый Microbus был полностью модернизирован по сравнению со своим предшественником. Особенности - 7-дюймовый дисплей на центральной консоли и второй 7-дюймовый экран (камера заднего вида).
Microbus готовился к производству, но его запуск был отменен в начале 2005 года.  В 2005 году Volkswagen объявил, что вместо этого Chrysler будет производить для него минивэны в Соединенных Штатах.
В сентябре 2008 года на рынке Северной Америки появился Volkswagen Routan. Этот семиместный минивэн не имеет никакого отношения к новому Microbus, он построен на платформе Chrysler RT, как Dodge Grand Caravan и Chrysler Town & Country пятого поколения.